# Ludrovská dolina
Ludrovská dolina leží na severní straně Nízkých Tater.
Dolinou protéká potok Ludrovčanka a prochází jí asfaltová cesta, po které vede červeně značená turistická trasa z Ludrové na Salatín (1630 m n. m.) a dále až do Liptovské Lúžné. V závěru doliny se nachází soutěska Hučiaky. Východní svahy závěru doliny jsou součástí Národní přírodní rezervace Salatín.